# Juan Ismael
Juan Ismael (la Oliva, 19 de desembre de 1907 - Las Palmas de Gran Canaria, 24 d'agost de 1981) fou un artista multidisciplinari espanyol, commemorat pel Centre d'Art Juan Ismael de Puerto del Rosario.
Juan Ismael va néixer a la Oliva (Fuerteventura), però la família es va traslladar a Tenerife quan encara era un nen. Va rebre formació artística a l'Escuelas de Artes y Oficios de Santa Cruz, fins als setze anys. Es va traslladar a treballar en un laboratori fotogràfic de Las Palmas als vint anys, després de la mort del seu pare. Aquí va ser on va adquirir la seva habilitat fotogràfica.
Als vint anys, va entrar en contacte amb l'escola Luján Pérez, un laboratori d'experimentació artística. Es va traslladar a la península Ibèrica i va estar vinculat amb la vida cultural de la dècada de 1930 i 40 a Madrid i Barcelona. Va assistir a classes de ceràmica i pintura. La seva primera exposició individual va ser al Teatro de Marte de La Palmas el 1928. Va morir d'una aturada cardíaca a Las Palmas el 1981.